# Indice des primes d’assurance-maladie
 (juillet 2025).
Si vous disposez d'ouvrages ou d'articles de référence ou si vous connaissez des sites web de qualité traitant du thème abordé ici, merci de compléter l'article en donnant les références utiles à sa vérifiabilité et en les liant à la section « Notes et références ».
L'indice des primes d’assurance-maladie (IPAM) mesure l'évolution des primes de l'assurance maladie obligatoire et de l'assurance maladie complémentaire en Suisse.
Il est établi par l’Office fédéral des assurances sociales (pour l'assurance-maladie de base) et par l'Office fédéral de la statistique (pour le domaine des assurances complémentaires).
L’IPAM correspond à la moyenne pondérée de ces deux indices partiels. À l'aide de l'IPAM, on peut estimer l'incidence de l'évolution des primes sur la croissance du revenu disponible des ménages.

## Bases légales
Les bases légales de l’IPAM sont la loi du 9 octobre 1992 (LSF) et l’ordonnance du 30 juin 1992 concernant l'exécution des relevés statistiques fédéraux (ordonnance sur les relevés statistiques).

## Type d’enquête
L’IPAM est établi à l’aide d’une enquête par échantillonnage réalisée en ligne (par courrier électronique). Une enquête exhaustive est réalisée pour le domaine de l'assurance-maladie de base ; pour les assurances complémentaires, seuls les plus grands assureurs, représentant environ 70 % du marché total, sont considérés. La participation à l’enquête est obligatoire.

## Caractères relevés
Primes d'assurance-maladie pour le domaine de l'assurance de base et pour celui des assurances complémentaires. Sont relevés aux niveaux fédéral et cantonal les primes annuelles pour les nouveaux contrats de l'assurance-maladie de base ainsi que les assurances complémentaires par canton et par classe d'âges.

## Réalisation
L’enquête de l’IPAM est réalisée depuis 1999 chaque année dans la période allant d'octobre à novembre.

## Liens
- Office fédéral de la statistique (OFS), Indice des primes d’assurance-maladie (IPAM)